# Фрідеберт Туґлас
Фрідеберт Туґлас (ест. Friedebert Tuglas; *2 березня 1886, Аг'я — †15 квітня 1971, Таллінн) — естонський письменник та критик, який першим приніс імпресіонізм та символізм в естонську літературу.